# Love (album Edyty Bartosiewicz)
Love – pierwszy album solowy polskiej piosenkarki Edyty Bartosiewicz. Wydawnictwo ukazało się w 1992 roku nakładem wytwórni muzycznej Izabelin Studio. Singlami tej płyty były utwory: “If“, „Have To Carry On”, „Goodbye To The Roman Candles” i „Blues For You”. W ramach promocji do pochodzących z płyty piosenek „If” i „Have To Carry On” zostały zrealizowane teledyski. Nagrania zostały zarejestrowane pomiędzy 1991 a 1992 rokiem w warszawskim Studiu S-4.
W 2014 roku dokonano masteringu albumu w Berlinie. W 2022 roku z okazji 30. rocznicy wydania  płyta została zremasterowana po raz drugi przez Shawna Hatfielda i doczeka się ponownego wydania na CD i winylu.

## Lista utworów
Opracowano na podstawie materiału źródłowego.
1. „Love” (muz., sł. E. Bartosiewicz) – 5:15
2. „If” (muz., sł. E. Bartosiewicz) – 4:10
3. „Have To Carry On” (muz., sł. E. Bartosiewicz) – 4:51
4. „Good Bye To The Roman Candles” (muz., sł. E. Bartosiewicz) – 5:50
5. „Emmilou” (muz., sł. E. Bartosiewicz) – 3:30
6. „All That Lost Time” (muz., sł. E. Bartosiewicz) – 4:15
7. „Will You Get Back Home Again?” (muz., sł. E. Bartosiewicz) – 4:58
8. „Blues For You” (muz. E. Bartosiewicz, R. Paczkowski, sł. E. Bartosiewicz) – 4:51
9. „Take My Soul With You” (muz., sł. E. Bartosiewicz) – 4:09
10. „Clouds... They Block My Way” (muz., sł. E. Bartosiewicz) – 4:58

## Twórcy
Opracowano na podstawie materiału źródłowego.
| - Krzysztof Ścierański - gitara basowa (4, 5, 8) - Tomasz Gąssowski - gitara basowa (tracks: 1-3, 6, 7, 10) - Cezary Konrad - perkusja (4, 5, 9) - Krzysztof Poliński - perkusja (1-3, 6, 7, 10) - Jan Borysewicz - gitara (4, 5, 8, 9) |  | - Paweł Derentowicz - gitara (1-3, 6, 7, 10) - Wojciech Kowalewski - instrumenty perkusyjne - Rafał Paczkowski - produkcja muzyczna, aranżacje, realizacja nagrań, organy Hammonda, instrumenty klawiszowe - Edyta Bartosiewicz - śpiew |